# Le Jeu des Grâces
Le Jeu des Grâces est un conte d'Auguste de Villiers de l'Isle-Adam qui parut pour la première fois dans Gil Blas le 29 novembre 1886.

## Résumé
voir le Jeu des grâces.

## Éditions
- 1886 -  Gil Blas quotidien, édition du 29 novembre 1886, à Paris.
- 1887 -  La Vie populaire revue hebdomadaire, édition du 6 janvier 1887 à Paris.
- 1888 - In Histoires insolites, Maison Quantin à Paris.